# Бород
Бород (њем. Borod) општина је у њемачкој савезној држави Рајна-Палатинат. Једно је од 192 општинска средишта округа Вестервалд. Према процјени из 2010. у општини је живјело 594 становника. Посједује регионалну шифру (AGS) 7143212.

## Географски и демографски подаци
Бород се налази у савезној држави Рајна-Палатинат у округу Вестервалд. Општина се налази на надморској висини од 280 метара. Површина општине износи 3,1 km². У самом мјесту је, према процјени из 2010. године, живјело 594 становника. Просјечна густина становништва износи 189 становника/km².